# Vinduesfilm
Vinduesfilm eller vinduesfolie er en form for gennemsigtig plastfilm, som monteres på glasruder.
Der er flere mulige formål med montere vinduesfilm:
- Beskytte mod sollys eller for at man ikke kan kigge ind ad ruden - solfilm, toningsfolie.
- Armere ruden grundet indlejrede gennemsigtige stærke fibre - sikkerhedsfilm.
- Privatliv via mønstring eller mattering
- Dekoration